# Tenam Bungkuk
Tenam Bungkuk is een bestuurslaag in het regentschap Muara Enim van de provincie Zuid-Sumatra, Indonesië. Tenam Bungkuk telt 918 inwoners (volkstelling 2010).